# Twitch
Twitch é um serviço de streaming de vídeo ao vivo popular em videogames, incluindo transmissões de competições de esportes eletrônicos. Além disso, oferece transmissões de música, conteúdo criativo e mais recentemente, streams "na vida real". É operado pela Twitch Interactive, uma subsidiária da Amazon.com, Inc. Foi introduzida em junho de 2011 como um spin-off da plataforma de streaming de interesse geral Justin.tv. O conteúdo do site pode ser visualizado ao vivo ou por vídeo sob demanda.
A popularidade da Twitch eclipsou a de sua contraparte de interesse geral. Em outubro de 2013, o site tinha 45 milhões de visualizadores únicos, e, em fevereiro de 2014, era considerada a quarta maior fonte de pico de tráfego da Internet nos Estados Unidos. Ao mesmo tempo, a empresa-mãe de Justin.tv foi renomeada como Twitch Interactive para representar a mudança de foco - Justin.tv foi encerrado em agosto de 2014. Naquele mês, o serviço foi adquirido pela Amazon por US $ 970 milhões, que mais tarde levou à introdução de sinergias com o serviço de assinatura da empresa Amazon Prime. Twitch adquiriu Curse em 2016, uma operadora de comunidades de videogame online e introduziu meios para comprar jogos por meio de links em streams, juntamente com um programa que permite que os streamers recebem comissões sobre as vendas dos jogos que jogam.
Em 2015, o Twitch tinha mais de 100 milhões de espectadores por mês. A partir de 2017, Twitch permaneceu o serviço líder de streaming de vídeo ao vivo para videogames nos Estados Unidos, e tinha uma vantagem sobre o YouTube Gaming. Em fevereiro de 2020, tinha 3 milhões de emissoras mensais e 15 milhões de usuários ativos diários, com 1,4 milhões de usuários simultâneos médios. Em maio de 2018, Twitch tinha mais de 27.000 canais de parceiros.

## História

### Fundação e crescimento inicial (2007-2013)
Quando Justin.tv foi lançado em 2007 por Justin Kan e Emmett Shear, o site foi dividido em várias categorias de conteúdo. A categoria de jogos cresceu especialmente rápido e se tornou o conteúdo mais popular do site. Em junho de 2011, a empresa decidiu desmembrar o conteúdo do jogo como TwitchTV, inspirado no termo twitch gameplay. Foi lançado oficialmente em beta público em 6 de junho de 2011. Desde então, Twitch atraiu mais de 35 milhões de visitantes únicos por mês. Twitch tinha cerca de 80 funcionários em junho de 2013, que aumentaram para 100 em dezembro de 2013. A empresa estava sediada no distrito financeiro de São Francisco.
Twitch foi apoiado por investimentos significativos de capital de risco, com US $ 15 milhões em 2012 (além dos US $ 7 milhões originalmente levantados para Justin.tv), e US $ 20 milhões em 2013. Investidores durante três rodadas de arrecadação de fundos até o final de 2013 incluíram Draper Associates, Bessemer Venture Partners e Thrive Capital. Além do influxo de financiamento de risco, acreditava-se em 2013 que a empresa havia se tornado lucrativa.
Especialmente desde o fechamento de seu concorrente direto Own3d.tv no início de 2013, Twitch se tornou o serviço de streaming de e-sports mais popular por uma grande margem, levando alguns a concluir que o site tem um "quase monopólio do mercado". Serviços de vídeo concorrentes como YouTube e Dailymotion, começaram a aumentar a proeminência de seu conteúdo de jogos para competir, mas tiveram um impacto muito menor até agora. Em meados de 2013, havia mais de 43 milhões de espectadores no Twitch mensalmente, com o espectador médio assistindo uma hora e meia por dia. Em fevereiro de 2014, Twitch é a quarta maior fonte de tráfego da Internet durante os horários de pico nos Estados Unidos, atrás da Netflix, Google e Apple. O Twitch representa 1,8% do tráfego total da Internet nos EUA durante os períodos de pico.
No final de 2013, principalmente devido ao aumento da audiência, Twitch teve problemas com atrasos e baixas taxas de quadros na Europa. Twitch posteriormente adicionou novos servidores na região. Também para resolver esses problemas, Twitch implementou um novo sistema de vídeo que se mostrou mais eficiente do que o sistema anterior. Inicialmente, o novo sistema de vídeo foi criado pelos usuários porque causou um atraso significativo no stream, interferindo na interação transmissor-espectador. A equipe do Twitch disse que o  aumento do atraso era provavelmente temporário e, no máximo, era um troca aceitável pela redução no buffer.

### Crescimento, especulação de aquisição no YouTube (2014)
Em fevereiro de 2014, a empresa controladora do Twitch (Justin.tv, Inc.) foi renomeada como Twitch Interactive, refletindo o aumento da proeminência do serviço em relação ao Justin.tv como o principal negócio da empresa. No mesmo mês, uma transmissão conhecida como Twitch Plays Pokémon, uma tentativa de crowdsourcing de jogar Pokémon Red usando um sistema que traduz comandos de chat em controles de jogo se tornou viral. Em 17 de fevereiro, o canal atingiu mais de 6,5 milhões de visualizações no total e média de visualizações simultâneas entre 60 e 70 mil espectadores com pelo menos 10% de participação. O vice-presidente de marketing, Matthew DiPietro, elogiou a transmissão como "mais um exemplo de como os videogames se tornaram uma plataforma de entretenimento e criatividade que vai além da intenção original do criado do jogo. Combinando um videogame, um vídeo ao vivo e uma experiência participativa, a emissora criou um híbrido de entretenimento feito sob medida para a comunidade Twitch. Esta é uma prova de conceito maravilhosa que esperamos ver mais no futuro." Começando com sua edição de 2014, Twitch tornou-se a plataforma oficial de transmissão ao vivo da Electronic Entertainment Expo.
Em 18 de maio de 2014, a Variety relatou pela primeira vez que o Google havia chegado a um acordo preliminar para adquirir o Twitch por meio de sua subsidiária no YouTube por aproximadamente US $ 1 bilhão.
Em 5 de agosto de 2014, o site Justin.tv original parou de funcionar repentinamente, citando a necessidade de concentrar os recursos inteiramente no Twitch. Em 6 de agosto de 2014, Twitch introduziu um sistema de arquivo atualizado, com acesso multiplataforma aos destaques de transmissões anteriores por um canal, vídeo de maior qualidade, backups de servidor aumentados e uma nova interface de gerenciador de vídeo para gerenciar transmissões anteriores e compilar "destaques" de transmissões que também podem ser exportadas para o YouTube. Devido a limitações tecnológicas e requisitos de recursos, o novo sistema continha várias regressões; a opção de arquivar transmissões completas indefinidamente ("salvar para sempre") foi removida, o que significa que elas só podem ser retidas por um máximo de 14 dias, ou 60 para parceiros e assinantes Turbo. Embora os destaques compilados possam ser arquivados indefinidamente, eles foram limitados a duas horas de duração. Além disso, Twitch introduziu um sistema de impressão digital de direitos autorais que silenciaria o áudio em clipes arquivados se detectasse uma música protegia por direitos autorais no stream.

### Subsidiária da Amazon

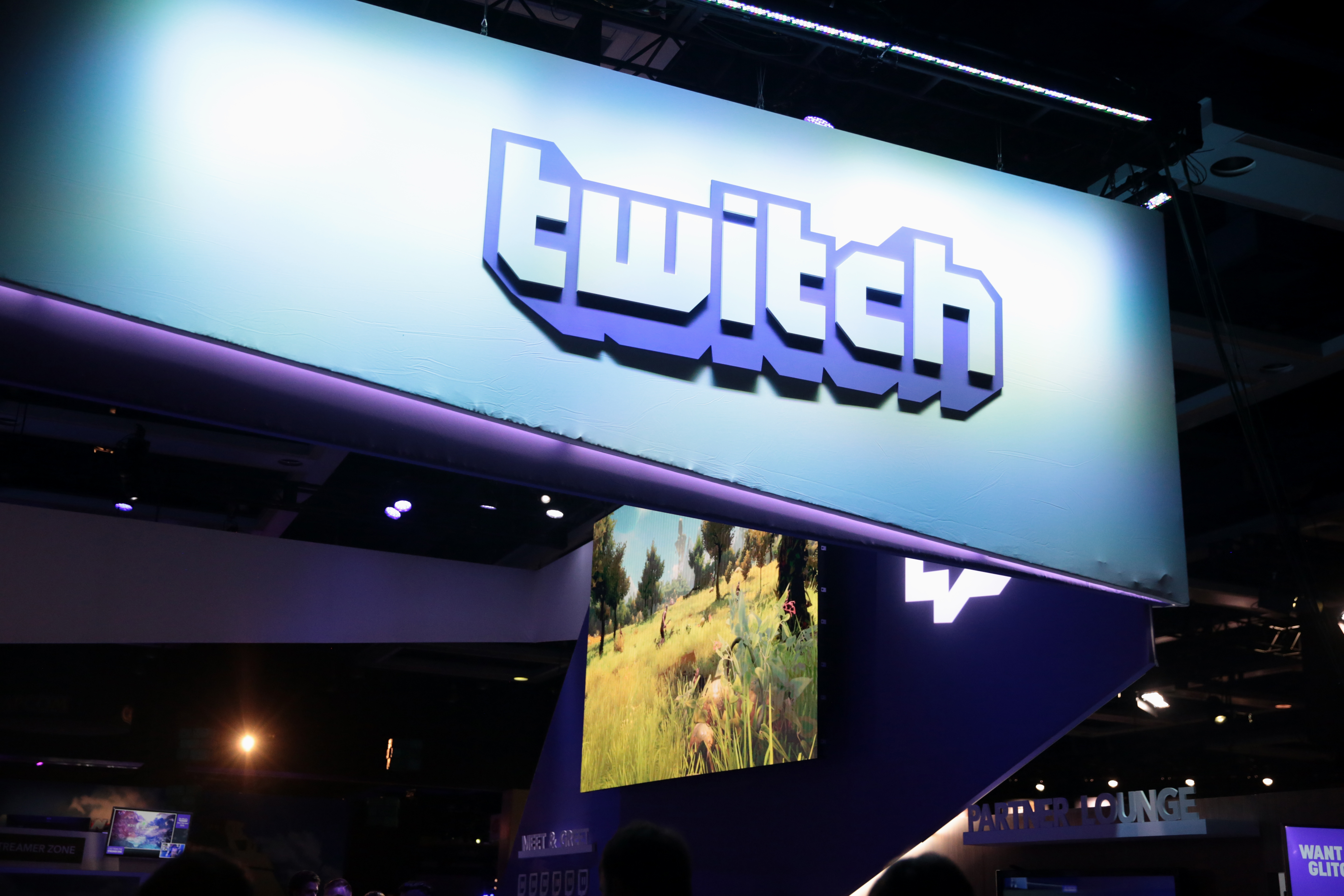
Estande da Twitch na PAX West em 2018

Em 25 de agosto de 2014, a Amazon adquiriu a Twitch Interactive por US $ 970 milhões em um negócio totalmente em dinheiro. Fontes relataram que o suposto acordo com o Google fracassou e permitiu que a Amazon fizesse a oferta, com a Forbes relatando que o Google havia desistido do acordo devido a potenciais preocupações antitruste em torno dele e sua propriedade existente do YouTube. A aquisição foi fechada em 25 de setembro de 2014. Take-Two Interactive, que possuía uma participação de 2% no momento da aquisição, teve um lucro inesperado de $ 22 milhões.
Na Amazon, Shear continuou como diretor executivo da Twitch Interactive, com Sara Clemens adicionada à equipe executiva como diretor de operações em janeiro de 2018. Shear elogiou a plataforma Amazon Web Services como um aspecto "atraente" do negócio, e que a Amazon havia "construído relacionamentos com os grandes atores da mídia", o que poderia ser usado como vantagem para o serviço - especialmente no campo do licenciamento de conteúdo. A compra da Twitch marcou a terceira aquisição recente voltada para jogos de vídeo pela Amazon, que já havia adquirido os desenvolvedores Reflexive Entertainment e Double Helix Games.
Em 9 de dezembro de 2014, Twitch anunciou que havia adquirido a GoodGame Agency, uma organização que possui as equipes de esports Evil Geniuses e Alliance. Em março de 2015, Twitch redefiniu as senhas de usuários e desativou todas as conexões para contas externas do Twitter e YouTube depois que o serviço relatou que alguém obteve "acesso não autorizado" às informações de alguns usuários do Twitch.
Em junho de 2016, Twitch adicionou um novo recurso conhecido como "Cheering", uma forma especial de emoticon comprado como uma microtransação usando uma moeda local conhecida como "Bits". Os bits são comprados usando o Amazon Payments, e aplausos atuam como doações ao canal. Os usuários também ganham emblemas em um canal com base no quanto eles aplaudiram.
Em 16 de agosto de 2016, a Twitch adquiriu a Curse, Inc., uma operadora de jogos de vídeo online e software VoIP voltado para jogos. Em dezembro de 2016, a GoodGame Agency foi vendida pela Amazon a seus respectivos membros devido a conflito de interesses. Em 30 de setembro de 2016, Twitch anunciou o Twitch Prime, um serviço que fornece recursos premium exclusivos para usuários que têm uma assinatura ativa do Amazon Prime. Isso incluiu streaming sem publicidade, ofertas mensais de conteúdo complementar gratuito ("Game Loot") e descontos em jogos. Os jogos incluídos com as recompensas de loot do jogo foram Apex Legends, Legends of Runeterra, FIFA Ultimate Team, Teamfight Tactics, Mobile Legends: Bang Bang, Doom Eternal e muito mais.
Em dezembro de 2016, Twitch anunciou uma ferramenta de moderação de bate-papo semiautomática (AutoMod), que usa processamento de linguagem natural e aprendizado de máquina para separar conteúdo potencialmente indesejado para revisão humana. Em fevereiro de 2017, Twitch anunciou a Twitch Game Store, uma plataforma de distribuição digital que exporia compras digitais de jogos dentro da interface de navegação do site. Ao fazer streaming de jogos disponíveis na loja, os canais parceiros podem exibir um link de referência para comprar o jogo - recebendo uma comissão de 5%. Os usuários também recebiam um "Twitch Crate" em cada compra, que incluía bits e uma coleção de emotes de bate-papo aleatórios.
Em agosto de 2017, o Twitch anunciou que havia adquirido a plataforma de indexação de vídeo ClipMine.
Em 20 de agosto de 2018, Twitch anunciou que não oferecerá mais acesso sem publicidade a todo o serviço para assinantes do Amazon Prime, com esse privilégio exigindo assinatura separada do "Twitch Turbo" ou uma assinatura de canal individual. Este privilégio terminou para novos clientes a partir de 14 de setembro de 2018, e para clientes existentes em outubro de 2018.
Em outubro de 2018, Twitch anunciou o Amazon Blacksmith, uma nova extensão que permite às emissoras configurar displays de produtos associados a seus streams com links afiliados da Amazon. Em 27 de novembro de 2018, Twitch descontinuou o serviço Game Store, citando que não gerava tanta receita adicional para os parceiros quanto eles esperavam, e novas oportunidades de receita, como Amazon Blacksmith. Os usuários mantêm acesso aos jogos comprados.
Twitch adquiriu o Internet Games Database (IGDB), um site dirigido pelo usuário semelhante em funcionalidade ao Internet Movie Database (IMDb) para catalogar detalhes de videogames em setembro de 2019. Twitch planeja usar o serviço de banco de dados para melhorar seus próprios recursos de pesquisa interna e ajudar os usuários a encontrar os jogos nos quais estão interessados.
Em 26 de setembro de 2019, Twitch revelou um novo logotipo e um design de site atualizado. O design é acompanhado por uma nova campanha publicitária, "Já és um de nós", que terá como objetivo divulgar os membros da comunidade da plataforma.
Twitch começou a assinar acordos de exclusividade com streamers de alto perfil em dezembro de 2019, começando por DrLupo, TimTheTatman e Lirik, que tinham um total de 10,36 milhões de seguidores na época. Dr. Disrespect assinou um contrato de vários anos em março de 2020. Em 26 de junho de 2020, o Dr. Disrespect foi banido do Twitch por razões inexplicáveis e seu canal foi removido do site.
Twitch introduziu um Conselho Consultivo de Segurança em maio de 2020, formado por streamers, acadêmicos e think tanks, com o objetivo de desenvolver diretrizes para moderação, equilíbrio trabalho-vida pessoal e salvaguardar os interesses das comunidades marginalizadas para a plataforma. No mesmo mês, Twitch assinou streamers populares Summit1g, dakotaz e JoshOG para acordos exclusivos de vários anos.
Em agosto de 2020, Twitch Prime foi renomeado como Prime Gaming, alinhando-o ainda mais com a família de serviços Amazon Prime.

## Conteúdo e público
Twitch foi projetado para ser uma plataforma de conteúdo, incluindo torneios de eSports, streams pessoais de jogadores individuais e programas de entrevistas relacionados a jogos. Vários canais fazem speedrunning ao vivo. A página inicial do Twitch atualmente exibe jogos com base na visualização. O espectador tópico é do sexo masculino e tem entre 18 e 34 anos, embora o site também tenha feito tentativas de buscar outros dados demográficos, incluindo mulheres. Em junho de 2018, alguns dos jogos mais populares transmitidos no Twitch são Fortnite, League of Legends, Dota 2, PlayerUnknown's Battlegrounds, Hearthstone, Overwatch e Counter-Strike: Global Offensive com um total combinado de mais de 356 milhões de horas assistidas. Streamer Ninja estava entre as principais personalidades do Twitch, com mais de 14 milhões de seguidores. Em agosto de 2019, no entanto, Ninja anunciou que se mudaria exclusivamente para um concorrente de propriedade da Microsoft, Mixer. Após a descontinuação do Mixer no final de julho de 2020, tanto o Ninja quanto o Shroud (que também desertou para o serviço) assinaram novamente com o Twitch.
Twitch também fez expansões em conteúdo não relacionado a jogos; tais como em julho de 2013, o site transmitiu uma performance do "Fester's Feast" da San Diego Comic-Con, e em 30 de julho de 2014, transmitiu uma performance electronic dance music de Steve Aoki em Ibiza. Em janeiro de 2015, Twitch introduziu uma categoria oficial para streams de música, como programas de rádio e atividades de produção musical, e em março de 2015, anunciou que se tornaria o novo parceiro oficial de transmissão ao vivo do Ultra Music Festival, um festival de música eletrônica em Miami.
Em 28 de outubro de 2015, Twitch lançou uma segunda categoria não relacionada a jogos, "Creative", que se destina a streams que mostram a criação de trabalhos artísticos e criativos. Para promover o lançamento do serviço também transmitiu um período de oito dias maratona de Bob Ross, The Joy of Painting. Em julho de 2016, Twitch lançou "Social eating" como um beta; foi inspirado no fenômeno coreano de Mukbang e os jogadores coreanos se envolveram na prática como intervalos em suas transmissões de jogos.
Em março de 2017, Twitch adicionou uma categoria "IRL", que é projetada para conteúdo dentro das diretrizes do Twitch que não se enquadra em nenhuma das outras categorias estabelecidas no site (como lifelogs).
Twitch foi descrito como "rádio de conversa para os extremamente online".

### Usuários
O Twitch não permite que menores de 13 anos usem seus serviços. Além disso, pessoas com pelo menos 13 anos de idade, mas abaixo da maioridade em sua jurisdição (18 na maioria das jurisdições), só podem usar os serviços sob a supervisão ou permissão de um dos pais ou outro responsável legal que concorde em cumprir os Termos de serviço.

### Caridade

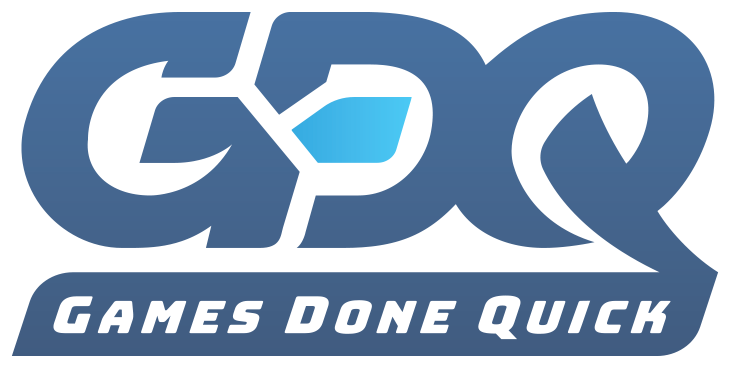
Games Done Quick é um evento semestral de speedrunning para caridade hospedado no Twitch.

As emissoras do Twitch costumam hospedar canais de promoção e arrecadação de dinheiro para instituições de caridade. Em 2013, o site hospedou eventos que, no total, arrecadam mais de US $ 8 milhões em doações para causas beneficentes, como Extra Live 2013. Em 2017, Twitch arrecadou mais de US $ 75 milhões em doações para causas beneficentes. O maior evento de caridade do Twitch é o Zevent, um projeto francês criado por Adrien Nougaret e Alexandre Douchary, com mais de US $ 6,9 milhões arrecadados para a Amnesty International em outubro de 2020.

### eSports
Os torneios ESL foram ao ar no Justin.tv e posteriormente no Twitch.tv desde 2009. A plataforma também tem sido uma plataforma de longa data da Evolution Championship Series.
Twitch é a emissora oficial do Campeonato Mundial de League of Legends desde 2012, bem como de outros torneios de League of Legends organizados pela Riot Games.
O principal torneio de Dota 2, The International, foi transmitido ao vivo no Twitch desde 2013.
A plataforma transmite torneios de Rocket League organizados pela Psyonix desde 2016. A ELeague também transmite eventos no Twitch desde 2016.
Twitch e Blizzard Entertainment assinaram um contrato de dois anos em junho de 2017 para tornar o Twitch o transmissor de streaming exclusivo de eventos selecionados do campeonato de esportes eletrônicos da Blizzard, com os espectadores do Twitch Prime ganhando prêmios especiais em vários jogos da Blizzard. Twitch também chegou a um acordo em 2018 para ser o parceiro de streaming da Overwatch League, com o site também oferecendo um "Passe de acesso total" com conteúdo exclusivo, emotes e itens no jogo para Overwatch. Blizzard mudou para a plataforma rival YouTube em 2020.
As competições do Fortnite Battle Royale foram ao ar no Twitch desde seu lançamento em 2017, incluindo o E3 2018 Fortnite Pro-Am e o 2019 Fortnite World Cup.
A NBA 2K League foi transmitida ao vivo no Twitch desde seu início em 2018.
Como a pandemia de COVID-19 suspendeu as competições de esportes motorizados em todo o mundo, várias séries lançaram competições de corrida simulada com pilotos profissionais da vida real. Algumas séries tiveram transmissões oficiais no Twitch, como Fórmula 1 e IMSA. Muitos motoristas tiveram suas transmissões ao vivo pessoais no Twitch, como foi o caso de vários motoristas de eNASCAR iRacing Pro Invitational Series e INDYCAR iRacing Challenge.

### eSports profissionais
Em dezembro de 2017, a National Basketball Association anunciou que iria transmitir os jogos da NBA G League no Twitch a partir de 15 de dezembro; as transmissões também incluem sobreposições de estatísticas interativas, bem como streams adicionais dos jogos com comentários de personalidades do Twitch. Em abril de 2018, foi anunciado que o Twitch levaria onze jogos da National Football League, Thursday Night Football, como parte do acordo de streaming renovado da liga com o Amazon Prime Video. Durante a temporada de 2017, esses streams foram exclusivos para assinantes do Amazon Prime.
Em janeiro de 2019, a promoção de luta livre profissional Impact Wrestling anunciou que iria transmitir seu programa semanal Impact! no Twitch, em transmissão simultâne com a transmissão de televisão no canal de TV a cabo Pursuit Channel (propriedade da empresa controladora da promoção, Anthem Sports & Entertainment).
Em 5 de setembro de 2019, a National Women's Hockey League anunciou um acordo de direitos de transmissão de três anos com o Twitch, cobrindo todos os jogos e eventos da liga. O acordo também continha um acordo com a NWHL Players' Association para divisão de receita com jogadores e marcou a primeira vez que a NWHL recebeu uma taxa de direitos. A National Women's Soccer League anunciou um acordo de três anos em março de 2020 para o Twitch transmitir 24 partidas por temporada nos Estados Unidos e Canadá, colaborar no conteúdo original e servir como detentor dos direitos para todas as partidas fora dos Estados Unidos e Canadá.
Em 20 de junho de 2020, como uma extensão dos direitos locais do Prime Video para a liga, um plano para transmitir todas as partidas restantes da temporada 2019-20 (para a retomada do jogo devido à Pandemia de COVID-19 e partidas sendo disputadas a portas fechadas), e um plano para que algumas dessas partidas fossem transmitidas ao ar livre, foi anunciado que o Twitch iria transmitir um pacote de quatro partidas de futebol da Premier League no Reino Unido.
Em 16 de julho de 2020, a emissora de rádio americana Entercom anunciou uma parceria para transmitir vídeos simultâneos de programas de algumas de suas principais estações de entrevistas sobre esports nos canais Twitch. Em 22 de julho de 2020, Twitch lançou oficialmente uma categoria de Sports, hospedando principalmente o conteúdo transmitido por ligas e times esportivos na plataforma.

### Emotes
Twitch apresenta um grande número de emoticons chamados "emotes". Existem emotes gratuitos para todos os usuários, emotes para usuários Turbo, emotes para usuários Twitch Prime e emotes para usuários que são assinantes de parceiros Twitch ou afiliados. Em outubro de 2015, Kappa era o emote mais usado no Twitch. Emissoras parceiras do Twitch desbloqueiam mais "slots de emotes" à medida que ganham mais assinantes até um máximo de 50 emotes por canal.
Em 6 de janeiro de 2021, Twitch anunciou que havia removido o emote PogChamp, o terceiro emote mais usado na plataforma em 2018, normalmente usado para expressar emoção, alegria ou choque. A decisão foi tomada em resposta aos comentários do streamer Ryan "Gootecks" Gutierrez, o rosto do emote, apoiando a agitação civil durante a Invasão do Capitólio dos Estados Unidos em 2021 pela morte de um manifestante. Twitch mais tarde anunciou que haveria um novo emote PogChamp a cada 24 horas. Em 12 de fevereiro, os espectadores do Twitch elegeram KomodoHype com o novo emote permanente do PogChamp.

## Moderações e restrições de conteúdo

### Conteúdo protegido por direitos autorais
Em 6 de agosto de 2014, Twitch anunciou que todos os vídeos sob demanda no Twitch foram sujetios a impressões digitais acústicas usando software fornecido pela empresa de proteção de conteúdo Audible Magic; se a música protegida por direitos autorais (particularmente, músicas tocadas por usuários fora do jogo que eles estão jogando) for detectada, a parte de 30 minutos do vídeo que conterá a música será silenciada. As transmissões ao vivo não estavam sujeitas a esses filtros. Um sistema estava disponível para aqueles que acreditavam ter sido afetados inadequadamente e tinham direitos sobre a música que usaram para desafiar a filtragem. Twitch ofereceu uma seleção de música isenta de royalties para streamers usarem, que foi expandida no final de janeiro de 2015. O sistema de filtragem de áudio, junto com a falta de comunicação em torno das mudanças em geral, provou ser controverso entre usuários. Em um Reddit AMA, o co-fundados Emmett Shear admitiu que sua equipe tinha "bagunçado" e deveria ter avisado com antecedência sobre as mudanças, e prometeu que a Twitch não tinha "absolutamente nenhuma intenção" de implementar filtragem de áudio em transmissões ao vivo.
Em junho de 2020, o Twitch recebeu uma grande onda de avisos de remoção de DMCA direcionados a VODs e "clipes" (segmentos curtos de streams que podem ser capturados pelos usuários) que contêm música protegida por direitos autorais de 2017 a 2019. O Twitch cumpriu as remoções e também emitiu vários avisos de direitos autorais contra os espectadores. Streamers preocupados foram notificados de que deveriam remover todos os VODs e clipes se não tivessem certeza de que não continham material protegido por direitos autorais. Isso provocou uma grande reação, tanto pela perda de conteúdo anterior, mas também com base em preocupações com a viabilidade devido à incapacidade de revisar ou até mesmo excluir rapidamente o conteúdo. Também houve reclamações baseadas em que greves estavam sendo emitidas em clipes criados pelo espectador, mesmo quando o conteúdo criado pelo streamer foi excluído.
Em 15 de setembro de 2020, Twitch assinou um acordo de licenciamento com a sociedade francesa de performance SACEM, permitindo que compositores e editores coletassem royalties sempre que suas musicas fossem transmitidas na França. O Twitch já tinha acordos de licenciamento com as sociedades americanas ASCAP, BMI, SESAC e Global Music Rights.
Para resolver esses problemas e também construir sobre o crescimento do conteúdo baseado em música no Twitch, Twitch introduziu uma extensão conhecida como "trilha sonora" em setembro de 2020, que reproduz música liberada por direitos com listas de reprodução baseadas em gênero selecionadas. Ele está contido em uma stream separadas que não é gravado com os VODs, e tinha acordos com 24 distribuidores de música e gravadoras independentes no lançamento. Um grupo de direitos de performance e associações musicais dos EUS acusou Twitch de projetar Soundtrack de forma a evitar o pagamento de licenças mecânicas e de sincronização - reivindicações que Twitch defendeu.

### Conteúdo adulto
Os usuários do Twitch não têm permissão para transmitir nenhum jogo classificado como "Apenas para adultos" (AO) nos Estados Unidos pelo Entertainment Software Rating Board (ESRB), independentemente de sua classificação em qualquer outra região geográfica, e qualquer jogo que contenha "abertamente conteúdo sexual" ou "violência gratuita", ou conteúdo que viole os termos de uso de serviços de terceiros.
O Twitch também baniu explicitamente o streaming de jogos específicos, independentemente da classificação; isso inclui jogos como BMX XXX, jogos ergore visual novel (como Dramatical Murder), HuniePop, Rinse and Repeat, Second Life e Yandere Simulator. O banimento do Yandere Simulator foi criticado por YandereDev, o desenvolvedor do jogo. Ele acreditava que o jogo estava sendo escolhido arbitrariamente sem nenhuma explicação, já que Twitch não baniu outros jogos com conteúdo sexual ou violento excessivo, como Mortal Kombat X, Grand Theft Auto ou The Witcher 3.
O Twitch tomou uma ação temporária em maio de 2019, depois que canais relacionados ao videogame Artifact começaram a ser usados para conteúdo impróprio. Artifact, um jogo importante da Valve, perdeu a maior parte de seu público em apenas alguns meses desde seu lançamento e, no final de maio de 2019, várias transmissões ao vivo populares comentaram que a audiência total de streams de Artifact havia caído para quase zero. Nos dias que se seguiram, vários streamers começaram a fazer streams que pretendiam ser o gameplay do Artifact, mas estavam trollando ou outro conteúdo fora do tópico. Inicialmente, esses nvoos streams estavam brincando com os espectadores ou eram piadas, como mostrar vídeos de animais ou League of Legends matches. Depois de alguns dias, outras transmissões do canal Artifact apareceram com conteúdo que ia contra os termos da política de uso do Twitch, incluindo filmes totalmente protegidos por direitos autorais, pornografia, propaganda nazista e pelo menos uma transmissão que mostrava todo o vídeo do atirador nas filmagens da mesquita de Christchurch. Os títulos de tais streams geralmente eram apresentados para sugerir que eles estavam exibindo outro conteúdo enquanto aguardavam na fila de correspondências de Artifact para parecerem legítimos. À medida que a notícia dessas streams na seção de Artifact crescia, Twitch entrou em ação, excluindo o relato que transmitiu o tiroteio em Christchurch. Twitch então tomou medidas para proibir temporariamente o streaming de novas contas até que possam resolver o problema. Em junho de 2019, Twitch começou a tomar ações legais contra cem streamers "John Doe" em um tribunal da Califórnia, acusando-os de violação de marca registrada, quebra de contrato, fraudo e uso ilegal do serviço que estava prejudicando e assustando os usuários do serviço.

### Discurso de ódio e assédio
Em fevereiro de 2018, Twitch atualizou suas políticas de conteúdo aceitável para determinar que qualquer conteúdo que ela considerasse odiosos seja suspenso de sua plataforma.
Em junho de 2020, várias mulheres avançaram com acusações contra vários streamers no Twitch e outros serviços relacionados a alegações de má conduta sexual e assédio. Twitch afirmou que revisaria todos os incidentes relatados e obedeceria à aplicação da lei em qualquer esforço investigativo. No entanto, vários streamers populares no serviço do Twitch acreditavam que a plataforma poderia fazer mais para avaliar os indivíduos acusados, prevenir incidentes e proteger outros no futuro, e usou 24 de junho de 2020 como um dia de blecaute do Twitch, não transmitindo nenhum conteúdo pelo Twtich para mostrar seu apoio. Na noite de 24 de junho de 2020, Twitch proibiu várias vezes as contas dos acusados depois de concluírem a investigação e afirmou em um blog que encaminhariam detalhes adicionais para as autoridades.
Twitch suspendeu temporariamente uma conta pertencente à campanha do presidente Donald Trump em 29 de junho de 2020. Twitch afirmou que "conduta odiosa não é permitida" como a razão para a suspensão.
Twitch anunciou uma nova política contra assédio e conteúdo odiosos em dezembro de 2020 que entraria em vigor em 22 de janeiro de 2021, com o objetivo de proteger melhor os usuários marginalizados do serviço. Embora a nova política seja mais rígida, Twithc disse que isso também inclui uma escala maior de remédios ou punições para lidar melhor com casos extremos, como bloquear temporariamente o canalde alguém por um curto período de tempo, em vez de um banimento total. As novas regras incluem a proibição de 'emoticons racistas', embora a lista de tais emotes ainda não esteja esclarecida, e imagens contendo a Bandeira Confederada. A nova política incluía a proibição de palavras que fossem consideradas insultos sexuais, como "incel" e "virgem" quando usado para assédio. As palavras proibidas incluíam "simp", que gerou críticas de streampers e espectadores de longa data. Embora sua gíria tenha definido "simp" depreciativamente como "um homem que investe muito tempo e energia em mulheres que não o querem", o termo se tornou comum no Twitch como um insulto relacionado aos homens serem legais com as mulheres no serviço ou simplesmente para se referir a uma pessoa com lealdade para com outra. Twitch, em resposta, esclareceu que as penalidades pelo uso desses termos só seriam aplicadas se estivessem sendo usadas para assediar outros usuários.
Em 4 de dezembro de 2021, Twitch removeu a tag "blind playthrough" devido a preocupação de capacidade de que isso pode ser ofensivo para aqueles que são deficientes visuais. As sugestões de rótulo não ofensivos e mais neutros incluem "primeiro jogo", "não descoberto" e "sem spoilers".

## Censura na internet
Desde 20 de setembro de 2018, o site Twitch está bloqueado e o aplicativo está bloqueado na App Store da Apple na China.
Na Índia, Twitch foi supostamente bloqueado pela empresa de telecomunicações Jio, de propriedade da Reliance, bem com pelos provedores de serviços de Internet JioFiber e Hathway, em setembro de 2020, já que alguns usuários estavam transmitindo ilegalmente partidas do 2020 Indian Premier League na plataforma.

## Programas de parceiros e afiliados
Em julho de 2011, Twitch lançou seu Programa de Parceria, que alcançou mais de 11.000 membros em agosto de 2015.
Semelhante ao Programa de Parceria de outros sites de vídeo como o YouTube, o Programa de Parceria permite que produtores de conteúdo populares compartilhem receita de publicidade gerada por suas streams. Além disso, os usuários do Twitch podem se inscrever em canais de streamers parceiros por US $ 4,99 por mês, geralmente concedendo ao usuário acesso a emoticons exclusivos, privilégios de bate-papo ao vivo e outras vantagens. O Twitch retém US $ 2,49 de cada US $ 4,99 de assinatura de canal, com os US $ 2,50 restantes indo diretamente para o streamer parceiro. Embora exceções tenham sido feitas, Twitch anteriormente exigia que os parceiros em potencial tivessem uma "audiência média simultânea de mais de 500", bem como uma programação de streaming consistente de pelo menos três dias por semana. No entanto, desde o lançamento do recurso 'Conquistas', há um "Caminho para parceira" mais claro com metas rastreáveis para visualização simultânea, duração e frequência de transmissões.
Em abril de 2017, Twitch lançou seu "Programa de Afiliados" que permite que canais menores também gerem receita, também anunciando que permitiria aos canais acesso a níveis de assinatura de vários preços. Os participantes deste programa obtêm alguns, mas não todos os benefícios dos Twitch Partners. Os streamers podem lucrar recebendo por Bits, que podem ser comprados diretamente no Twitch. Afiliados também podem acessar o recurso Twitch Subscriptions, com todas as mesmas funcionalidades que os Partners têm acesso, com um máximo de cinco emotes de assinante. Em setembro de 2019, o serviço anunciou que os afiliados agora receberiam uma parte da receita de anúncios.
A publicidade no site tem sido tratada por vários parceiros. Em 2011, Twitch fechou contrato de exclusividade com a Future US. Em 17 de abril de 2012, Twitch anunciou um acordo para dar à CBS Interactive os direitos de vender exclusivamente publicidade, promoções e patrocínios para a comunidade. Em 5 de junho de 2013, Twitch anunciou a formação do Twitch Media Group, uma nova equipe intera de vendas de anúncios que assumiu o papel da CBS Interactive de venda de anúncios.
Para usuários que não têm acesso sem anúncios a um canal ou Twitch Turbo, anúncios precedentes e intervalos comerciais intermediários acionados manualmente pelo streamer são exibidos nos streams. Em setembro de 2020, o Twitch anunciou que testaria a publicidade intermediária automatizada em streams, que não podem ser controlados pelo streamer.
Em março de 2021, havia quatro streamers que alcançaram mais de 100.000 assinantes simultâneos. Esses streamers são Ninja, Shroud, Ranboo e Ludwig Ahgren.

## Suporte de plataforma
O CEO da Twitch, Emmett Shear, declarou o desejo de oferecer suporte a uma ampla variedade de plataformas, afirmando que eles queria estar em "todas as plataformas onde as pessoas assistem a vídeos". Twitch streaming de aplicativos estão disponíveis para dispositivos móveis e consoles de videogame, incluindo Android e iOS, bem como consoles de videogame PlayStation 5, PlayStation 4, PlayStation 3, Xbox Series X/S, Xbox One e Xbox 360.
Os usuários podem transmitis para Twitch a partir dos sistemas operacionais Windows, Mac ou Linux, seja com software stand-alone como OBS, através de uma plataforma como EA Origin, Ubisoft Uplay, ou Valve Steam. Jogos como Eve Online, PlanetSide 2, e a franquia Call of Duty agora se conectam diretamente ao Twitch também. Em 2013, Twitch lançou um kit de desenvolvimento de software para permitir que qualquer desenvolvedor integre o Twitch streaming em seu software.

### Twitch Desktop App e CurseForge
O Twitch Desktop App substituiu o Curse Client e o Curse Launcher em 2017. Inclui um navegador dedicado para o site Twitch e funções adicionais herdadas do software Curse, como instalação e gerenciamento de mod para jogos suportados por meio do serviço CurseForge e chat de voz. The software also serves as the client for the former Twitch Game Store.
Em junho de 2020, CurseForge foi vendido para Overwolf por uma quantia não revelada. O gerenciamento de mod atual no cliente Twitch será movido para um cliente CurseForge dedicado, embora não independente.

## TwitchCon

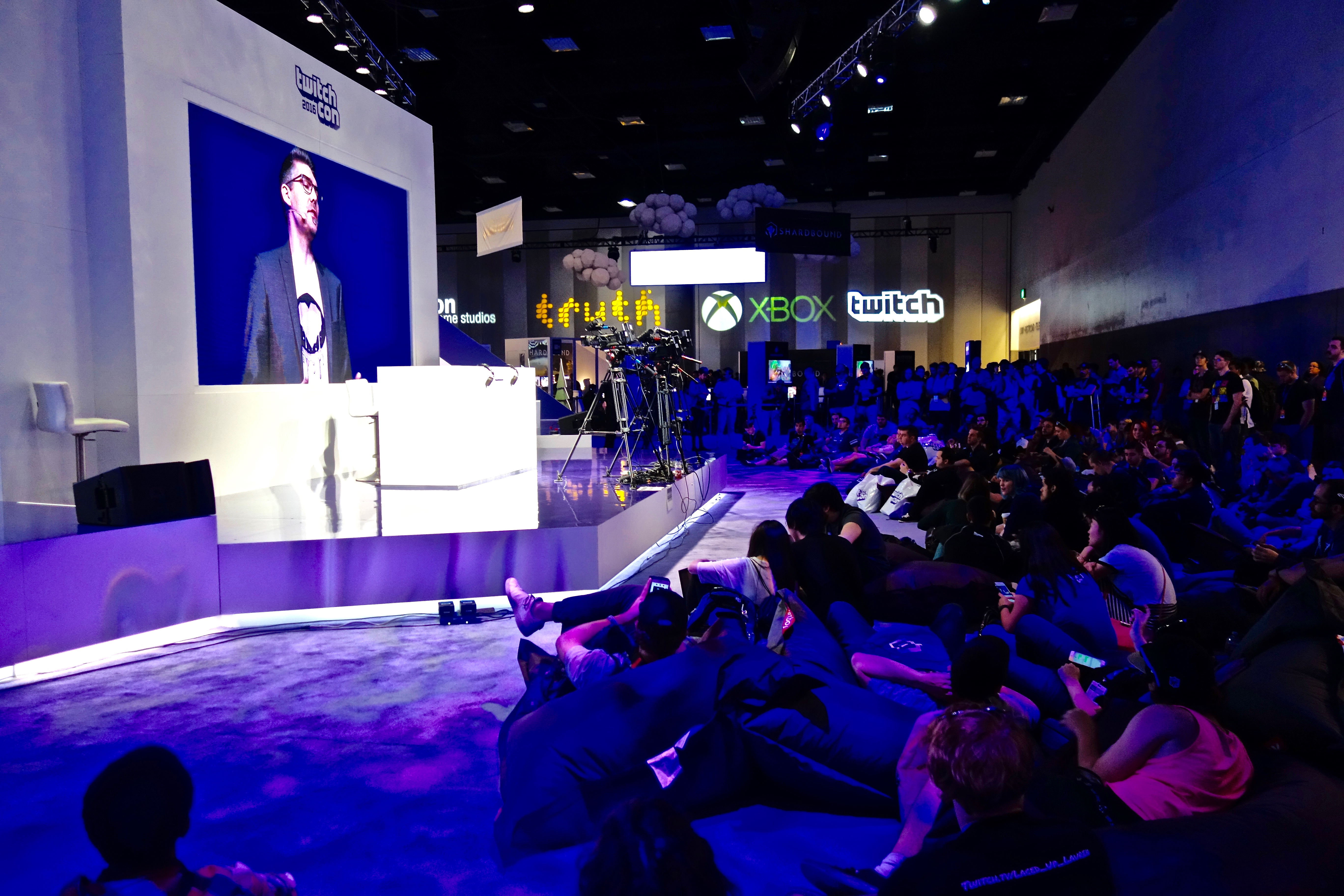
TwitchCon 2016

TwitchCon é uma convenção semestral de fãs dedicada ao Twitch e à cultura de streaming de videogame. O evento inaugural foi realizado no Moscone Center em São Francisco de 25 a 26 de setembro de 2015. Desde seu início, o TwitchCon tem sido um evento anual. A segunda TwitchCon foi realizada em San Diego, no San Diego Convention Center, de 30 de setembro a 2 de outubro de 2016. A terceira TwitchCon anual foi realizada em Long Beach no Long Beach Convention and Entertainment Center de 20 a 22 de outubro de 2017. A quarta TwitchCon anual foi realizada no San Jose Convention Center, em San José, Califórnia, de 26 a 28 de outubro de 2018. Em 2019, Twitchcon se expandiu para o exterior e sediou seu primeiro evento europeu em Berlim em abril de 2019, ao lado de um evento norte-americano posteriormente em novembro de 2019 em San Diego. TwitchCon planejava hospedar um evento em Amsterdã em maio de 2020, mas foi cancelado devideo à Pandemia de COVID-19. Outro evento TwitchCon foi planejado em San Diego em setembro de 2020, mas também foi cancelado devido a COVID-19.

## Como ferramenta de ensino de videogame
Twitch é frequentemente usado para tutoriais de videogame; a natureza do Twitch permite que um grande número de alunos interaja entre si e com o instrutor em tempo real. Twitch também é usado para aprendizagem de desenvolvimento de software, com comunidades de usuários transmitindo projetos de programação e conversando por meio de seu trabalho.